# Franz Pelikan
Franz Pelikan (ur. 6 listopada 1925 w Wiedniu, zm. 21 marca 1994 tamże) – austriacki piłkarz grający na pozycji bramkarza. W swojej karierze rozegrał 6 meczów w reprezentacji Austrii.

## Kariera klubowa
Swoją karierę piłkarską Pelikan rozpoczął w klubie SC Wacker Wiedeń. W sezonie 1946/1947 zadebiutował w jego barwach w austriackiej pierwszej lidze. W debiutanckim sezonie wywalczył z Wackerem mistrzostwo Austrii, a także zdobył Puchar Austrii. Z kolei w 1951 roku dotarł z Wackerem do finału Pucharu Mitropa. W latach 1951, 1953 i 1956 wywalczył wicemistrzostwo kraju.
Na początku 1959 roku Pelikan odszedł z Wackeru do Wiener AC. Po roku gry w tym klubie przeszedł do Admiry Wiedeń. W 1960 roku zakończył w Admirze swoją sportową karierę.
| Sezon   | Klub             | Kraj    | Rozgrywki  | Mecze | Bramki |
| ------- | ---------------- | ------- | ---------- | ----- | ------ |
| 1946/47 | SC Wacker Wiedeń | Austria | Bundesliga | 15    | 0      |
| 1947/48 | SC Wacker Wiedeń | Austria | Bundesliga | 18    | 0      |
| 1948/49 | SC Wacker Wiedeń | Austria | Bundesliga | 16    | 0      |
| 1949/50 | SC Wacker Wiedeń | Austria | Bundesliga | 21    | 0      |
| 1950/51 | SC Wacker Wiedeń | Austria | Bundesliga | 24    | 0      |
| 1951/52 | SC Wacker Wiedeń | Austria | Bundesliga | 25    | 0      |
| 1952/53 | SC Wacker Wiedeń | Austria | Bundesliga | 26    | 0      |
| 1953/54 | SC Wacker Wiedeń | Austria | Bundesliga | 22    | 0      |
| 1954/55 | SC Wacker Wiedeń | Austria | Bundesliga | 18    | 0      |
| 1955/56 | SC Wacker Wiedeń | Austria | Bundesliga | 22    | 0      |
| 1956/57 | SC Wacker Wiedeń | Austria | Bundesliga | 23    | 0      |
| 1957/58 | SC Wacker Wiedeń | Austria | Bundesliga | 22    | 0      |
| 1958/59 | SC Wacker Wiedeń | Austria | Bundesliga | 6     | 0      |
| 1958/59 | Wiener AC        | Austria | Bundesliga | 8     | 0      |
| 1959/60 | Wiener AC        | Austria | Bundesliga | 4     | 0      |
| 1959/60 | SK Admira Wiedeń | Austria | Bundesliga | 7     | 0      |

## Kariera reprezentacyjna
W reprezentacji Austrii Pelikan zadebiutował 4 maja 1947 w przegranym 2:5 towarzyskim meczu z Węgrami, rozegranym w Budapeszcie. W 1948 roku wystąpił na igrzyskach olimpijskich w Londynie. W 1954 roku był w kadrze na mistrzostwa świata w Szwajcarii, jednak nie rozegrał na nich żadnego meczu. Od 1947 do 1956 roku rozegrał w kadrze narodowej 6 meczów.
| Mecze i gole w reprezentacji | Mecze i gole w reprezentacji | Mecze i gole w reprezentacji | Mecze i gole w reprezentacji | Mecze i gole w reprezentacji | Mecze i gole w reprezentacji | Mecze i gole w reprezentacji |
| #                            | Data                         | Stadion                      | Rywal                        | Wynik                        | Gol                          | Rozgrywki                    |
| 1947                         | 1947                         | 1947                         | 1947                         | 1947                         | 1947                         | 1947                         |
| ---------------------------- | ---------------------------- | ---------------------------- | ---------------------------- | ---------------------------- | ---------------------------- | ---------------------------- |
| 1.                           | 04.05.1947                   | Budapeszt, Węgry             | Węgry                        | 2:5                          | 0                            | towarzyski                   |
| 1948                         |                              |                              |                              |                              |                              |                              |
| 2.                           | 11.07.1948                   | Solna, Szwecja               | Szwecja                      | 2:3                          | 0                            | towarzyski                   |
| 3.                           | 02.08.1948                   | Londyn, Anglia               | Szwecja                      | 0:3                          | 0                            | IO 1948                      |
| 1953                         |                              |                              |                              |                              |                              |                              |
| 4.                           | 25.03.1953                   | Dublin, Irlandia             | Irlandia                     | 0:4                          | 0                            | towarzyski                   |
| 1954                         |                              |                              |                              |                              |                              |                              |
| 5.                           | 09.05.1954                   | Wiedeń, Austria              | Walia                        | 2:1                          | 0                            | towarzyski                   |
| 1956                         |                              |                              |                              |                              |                              |                              |
| 6.                           | 15.04.1956                   | Wiedeń, Austria              | Brazylia                     | 2:3                          | 0                            | towarzyski                   |